# Elymiotis morana
Elymiotis morana är en fjärilsart som beskrevs av William Schaus 1928. Elymiotis morana ingår i släktet Elymiotis och familjen tandspinnare. Inga underarter finns listade i Catalogue of Life.